# Кравченко, Анастасия Александровна
Анастасия Александровна Кравченко (род. 24 февраля 1986) — заслуженный мастер спорта России по спортивному ориентированию (лыжные дисциплины).

## Карьера
Выступает за Хабаровский край (г. Комсомольск-на-Амуре). Тренируется под руководством Трапезникова А.С. и Трапезниковой И.М.
Трёхкратный чемпион мира среди юниоров.
Чемпионка мира 2009 года на длинной дистанции. Серебряный призёр в составе женской эстафетной команды (Кравченко, Мальчикова, Власова).
В 2010 года выиграла серебро в эстафете на чемпионате Европы в Румынии, а в 2011 году завоевала эстафетное «золото» чемпионата Европы.
Серебряный призёр чемпионата Европы 2012 года на длинной дистанции. Весь пьедестал был завоеван российскими спортсменами — Мальчикова, Кравченко и Власова заняли, соответственно, первое, второе и третье место. В эстафете выступала за команду Россия-2, которая показала второе время. Однако, так как первое место заняла Россия-1, то серебряные медали были вручены сборной Норвегии (в зачет идет выступление только одной команды от страны).
20 июля 2012 года был подписан приказ о присвоении Анастасии Кравченко звания Заслуженный мастер спорта.
На чемпионате Европы 2013 года в паре с Кириллом Веселовым первенствовали в смешанной эстафете.
На чемпионате мира 2013 года стала чемпионкой в эстафете.
Заняла второе место на международных соревнованиях по спортивному ориентированию на лыжах Ski-O Tour 2019 по сумме времени после пяти стартов.
Неоднократная победительница всероссийских и международных соревнований по спортивному ориентированию.